# Matthew J. Merritt

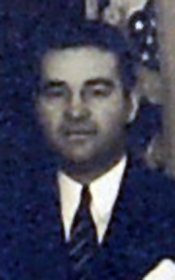
Matthew J. Merritt

Matthew Joseph Merritt (* 2. April 1895 in New York City; † 29. September 1946 ebenda) war ein US-amerikanischer Politiker. Zwischen 1935 und 1945 vertrat er den Bundesstaat New York im US-Repräsentantenhaus.

## Werdegang
Matthew Merritt besuchte die öffentlichen Schulen und die Highschools seiner Heimat. Während der Endphase des Ersten Weltkrieges diente er im Jahr 1918 als Feldwebel in einer Panzereinheit der amerikanischen Streitkräfte. Zwischen 1926 und 1933 arbeitete er in New York City in der Immobilienbranche und im Versicherungsgeschäft. In den Jahren 1933 und 1934 war er für die Reconstruction Finance Corporation tätig. Politisch schloss er sich der Demokratischen Partei an.
Bei den Kongresswahlen des Jahres 1934 wurde Merritt in einem staatsweiten Wahlbezirk von New York in das US-Repräsentantenhaus in Washington, D.C. gewählt, wo er am 3. Januar 1935 sein neues Mandat antrat. Nach vier Wiederwahlen konnte er bis zum 3. Januar 1945 fünf Legislaturperioden im Kongress absolvieren. Während seiner Zeit im Kongress wurden dort die meisten New-Deal-Gesetze der Roosevelt-Regierung verabschiedet. 1935 wurden erstmals die Bestimmungen des 20. Verfassungszusatzes angewendet, wonach die Legislaturperiode des Kongresses jeweils am 3. Januar endet bzw. beginnt. Seit 1941 war auch die Arbeit des Kongresses von den Ereignissen des Zweiten Weltkrieges geprägt.
Im Jahr 1944 verzichtete Matthew Merritt auf eine weitere Kongresskandidatur. Nach dem Ende seiner Zeit im US-Repräsentantenhaus arbeitete er wieder in der Immobilien- und Versicherungsbranche. Er starb am 29. September 1946 im New Yorker Ortsteil Malba.